# Raffaello Mastrolonardo
Raffaello Mastrolonardo (Bari, 1961) è uno scrittore italiano.

## Biografia
Nato a Bari da Giuseppe (1918-1986), curatore dei beni culturali della città di Modugno e anch'egli scrittore, ha intrapreso la carriera in banca dedicandosi alla scrittura nel tempo libero.

## Opere
- Emozioni, 2005.
- Lettera a Léontine, Bari, Besa muci, 2008, ISBN 978-88-362-9057-4.
- La scommessa. Per gioco o per destino, Milano, TEA, 2013, ISBN 978-88-502-3210-9.
- Gente del Sud. Storia di una famiglia, Milano, Tre60, 2018, ISBN 978-88-670-2521-3.
- La coda della cometa: Poesie 1981-2021, Milano, TEA, 2021, ISBN 978-88-502-6230-4.
- Viaggio nelle Puglie, Milano, Mondadori Electa, 2022, ISBN 978-88-918-3434-8.